# Odrębna własność lokalu
Przedmiotem odrębnej własności lokalu może być samodzielny lokal. Ustanowienie odrębnej własności lokalu, prawa i obowiązki właścicieli tych lokali oraz zarząd nieruchomością wspólną regulują przepisy ustawy z dnia 24 czerwca 1994 r. o własności lokali (Dz.U. z 2021 r. poz. 1048).
Odrębna własność oznacza, że dany lokal stanowi odrębny od gruntu i od budynku przedmiot własności. Jednakże nie może ona istnieć samodzielnie, gdyż wraz z nią związane są prawa do współposiadania części budynku i prawa do gruntu pod budynkiem oraz innych urządzeń, które nie służą do wyłącznego użytku właścicieli lokali. Odrębna własność jest najpełniejszym prawem do nieruchomości. W przeciwieństwie do spółdzielczego własnościowego prawa do lokalu, przy którym jest się tylko uprawnionym do posiadania danego mieszkania czy innego lokalu, to w przypadku jego odrębnej własności jest się rzeczywistym właścicielem lokalu wraz z prawami z nim związanymi: prawem do gruntu pod budynkiem oraz wszelkich części budynku i urządzeń, które nie służą do wyłącznego użytku poszczególnych właścicieli lokali. (Przy spółdzielczym własnościowym prawie do lokalu jest się właścicielem jedynie prawa do tego lokalu, a nie samego lokalu).
Zgodnie z uchwałą Sądu Najwyższego z dnia 25 sierpnia 2017 roku o sygn. akt III CZP 11/17 z chwilą wygaśnięcia prawa użytkowania wieczystego gruntu nie wygasa odrębna własność lokalu. Tym samym, Sąd Najwyższy rozstrzygnął istniejącą od wielu lat rozbieżność w doktrynie i orzecznictwie: "„Upływ terminu, na który zostało ustanowione prawo użytkowania wieczystego gruntu, nie powoduje wygaśnięcia prawa odrębnej własności lokalu znajdującego się w budynku położonym na tym gruncie.”  Zaznaczenia wymaga, że w przypadku spółdzielni mieszkaniowych grunt także może być jedynie w użytkowaniu wieczystym.
Samodzielnym lokalem mieszkalnym jest wydzielona w obrębie budynku trwałymi ścianami, bez otworów drzwiowych i okiennych pomiędzy lokalami, izba lub zespół izb przeznaczonych na stały pobyt ludzi, które wraz z pomieszczeniami pomocniczymi służą zaspokajaniu ich potrzeb mieszkaniowych. Lokale wykorzystywane zgodnie z przeznaczeniem na cele inne niż mieszkalne także mogą uzyskać status samodzielności.
Właścicielowi lokalu przysługuje udział w nieruchomości wspólnej jako prawo związane z własnością lokali.
Specyfika wzajemnych relacji pomiędzy właścicielami lokali i istnienie nieruchomości wspólnej spowodowała powołanie przez ustawodawcę wspólnot mieszkaniowych, mających za zadanie ułatwienie i usprawnienie zarządzanie wspólnym prawem właścicieli lokali – nieruchomością wspólną.

## Ustanowienie odrębnej własności lokalu
Ustanowienie odrębnej własności lokalu możliwe jest w budynku, w którym istnieją co najmniej dwa lokale.
Ustanowienie odrębnej własności lokalu następować może w wyniku:
- umowy zawartej między współwłaścicielami lub między właścicielem a nabywcą lokali, lub w wykonaniu umowy zobowiązującej właściciela gruntu do wybudowania na tym gruncie domu, a po zakończeniu budowy – wyodrębnienia w tym domu własności lokalu i przeniesienia tej własności na drugą stronę umowy lub na inny podmiot wskazany w umowie
- jednostronnej czynności prawnej właściciela nieruchomości
- orzeczenia sądu znoszącego współwłasność.

Umowa o ustanowieniu odrębnej własności lokalu powinna być dokonana w formie aktu notarialnego. Do powstania tej własności niezbędny jest wpis do księgi wieczystej.